# Mongol labdarúgó-bajnokság (másodosztály)
A National 1st League (más néven Khurkhree National 1st League) Mongólia másodosztályú labdarúgó-bajnoksága, melyet 10 csapat részvételével rendez meg minden évben a mongol labdarúgó-szövetség.
A bajnokság 2015 óta amatőr, fél-profi rendszerben működik és a csapatok kétszer játszanak egymással.

## Története
10 csapat részvételével zajlik a pontvadászat, amelyben eddig csak fővárosi együttesek szerepeltek. A sorozat Khurkhree First League néven indult, amely a szponzor nevére is utal.

## Stadionok
Korábban minden mérkőzést az MFF Football Centre-ben játszottak. A 2022-es szezontól kezdve azonban néhány mérkőzést már a Khan-Uul Stadionban is játszanak.

## A 2016-os szezon résztvevői
| Csapat          | Város     |
| --------------- | --------- |
| Arvis           | Ulánbátor |
| Athletic 220    | Ulánbátor |
| Baganuur        | Ulánbátor |
| Beşiktaş        | Ulánbátor |
| DMYu            | Ulánbátor |
| Gepro           | Ulánbátor |
| Goyo            | Ulánbátor |
| Şaryn Gol       | Ulánbátor |
| Soëmbyn Barsuud | Ulánbátor |
| Western         | Ulánbátor |

## Az eddigi győztesek
| - 2015: Continental - 2016: Goyo - 2017: Arvis - 2018: Ulaanbaataryn Mazaalaynuud - 2019: Gepro - 2020: BCH Lions - 2021: Khovd - 2021–22: Horomhon - 2022–23: Erdenes Ilch - 2023–24: Hunters - 2024–25: |

## A legsikeresebb klubok
| Klubcsapat  | Tartomány | Település | Bajnok | Bajnoki címek |
| ----------- | --------- | --------- | ------ | ------------- |
| Continental | Ulánbátor | Ulánbátor | 1      | 2015          |
| Goyo        | Ulánbátor | Ulánbátor | 1      | 2016          |